# كولبي كاميرون
كولبي كاميرون (بالإنجليزية: Colby Cameron)‏ هو لاعب كرة قدم أمريكية أمريكي، ولد في 5 أبريل 1990 في Newbury Park, California ‏ في الولايات المتحدة.